# Федерација Родезије и Њасаленда
Федерација Родезије и Њасаленда, позната и под именом Централноафричка Федерација била је полунезависна држава на југу Африке која је постојала од 1953. до 1963. године. 

## Историјат
Федерација се састојала од бивше британске самоуправне колоније Јужне Родезије и британски протектората Северне Родезије и Њасаленда. Иако је ова творевина била под суверенством Британске круне, она није имала статус ни колоније ни доминиона, иако је представник британског владара у њој био гувернер (што је обичај за доминионе).
Федерација је проглашена 1. августа 1953. године, као пример средњег пута између независних афричких држава којима је владала домородачка већина и оних којима је владала белачка мањина (Јужноафричка Република и португалске колоније Ангола и Мозамбик). Федерација се није одржала јер су домородачки црначки националисти и интелектуалци захтевали предају власти у руке већине. Представници белачке мањине нису били спремни на тако велике уступке. Британцима је одговарао овај статус кво, јер нису у потпуности хтели да изневере белце у Федерацији, а нису морали да предузимају војну интервенцију, јер по Федерацији нису избијале масовне побуне.

## Распуштање Федерације
Међутим, под пристиском међународне заједнице (Организација уједињених нација и Организација афричког јединства), британски званичници су покренули преговоре за предају власти већини, након чега је Федерација распуштена 31. децембра 1963. године. Северна Родезија је 1964. постала Република Замбија, Њасаленд је постао Република Малави, док је белачка администрација у Јужној Родезији одбила да спроведе британски диктат. Прогласили су сопствену државу Родезију, чин који Уједињено Краљевство није признало. Родезија је тек 1980. постала Република Зимбабве.
| Година | Јужна Родезија  | Јужна Родезија     | Северна Родезија | Северна Родезија   | Њасаленд      | Њасаленд           | Укупно          | Укупно             |
| ------ | --------------- | ------------------ | ---------------- | ------------------ | ------------- | ------------------ | --------------- | ------------------ |
| Година | Белци           | Црнци              | Белци            | Црнци              | Белци         | Црнци              | Белци           | Црнци              |
| 1927   | 38,200 (3.98%)  | 922,000 (96.02%)   | 4,000 (0.4%)     | 1,000,000 (99.6%)  | 1,700 (0.13%) | 1,350,000 (99.87%) | 43,900 (1.32%)  | 3,272,000 (98.68%) |
| 1946   | 80,500 (4.79%)  | 1,600,000 (95.21%) | 21,919 (1.32%)   | 1,634,980 (97.68%) | 2,300 (0.10%) | 2,340,000 (99.90%) | 104,719 (1.84%) | 5,574,980 (98.16%) |
| 1955   | 125,000 (4.95%) | 2,400,000 (95.05%) | 65,000 (3.02%)   | 2,085,000 (96.98%) | 6,300 (0.25%) | 2,550,000 (99.75%) | 196,300 (2.71%) | 7,035,000 (97.28%) |
| 1960   | 223,000 (7.30%) | 2,830,000 (92.70%) | 76,000 (3.14%)   | 2,340,000 (96.85%) | 9,300 (0.33%) | 2,810,000 (99.66%) | 308,300 (3.72%) | 7,980,000 (96.28%) |